# Espectre (matemàtiques)
|  | Aquest article tracta sobre anàlisi funcional. Vegeu-ne altres significats a «Espectre». |

En anàlisi funcional, el concepte d'espectre d'un operador afitat és una generalització del concepte de valor propi per matrius. Més específicament, hom diu que un nombre complex λ pertany a l'espectre d'un operador lineal afitat T si λI − T no és invertible, on I és l'operador identitat. L'estudi dels espectres i de les seves propietats es coneix com a teoria espectral, que té nombroses aplicacions, entre d'elles la formulació matemàtica de la mecànica quàntica.
L'espectre d'un operador en un espai vectorial de dimensió finita és precisament el conjunt dels seus valors propis. Això no obstant, un operador de dimensió infinita pot tenir elements addicionals en el seu espectre, i fins i tot pot no tenir valors propis. Per exemple, considerem l'operador de decalatge cap a la dreta R en l'espai de Hilbert ℓ²,
{\displaystyle (x_{1},x_{2},\dots )\mapsto (0,x_{1},x_{2},\dots ).}
Aquest operador no té valors propis, ja que si Rx=λx llavors podem veure que, expandint aquesta expressió, x1=0, x₂=0, etc. Per altra banda, 0 pertany a l'espectre perquè l'operador R − 0 (és a dir, el mateix R) no és invertible: no és exhaustiu, perquè cap vector amb la primera component no-nul·la no té antiimatge. De fet, tot operador lineal afitat en un espai de Banach complex té necessàriament un espectre no buit.
La noció d'espectre s'estén a operadors no afitats definits densament. En aquest cas, hom diu que un nombre complex λ pertany a l'espectre d'un tal operador T:D→X (on D és dens a X) si no existeix cap invers afitat (λI − T)−1:X→D. Si T és un operador tancat (la qual cosa inclou el cas en què T és un operador afitat), si l'invers existeix llavors és automàticament afitat.
L'espai d'operadors lineals afitats B(X) en un espai de Banach X és un exemple d'àlgebra de Banach unitària. Com que la definició d'espectre no fa referència a cap propietat de B(X), llevat de les pròpies de ser àlgebra de Banach, la noció d'espectre es pot generalitzar a aquest context utilitzant exactament la mateixa definició.

## Espectre d'un operador afitat

### Motivació
En dimensió finita, una aplicació lineal {\displaystyle L:\mathbb {C} ^{n}\longrightarrow \mathbb {C} ^{n}}, que es pot representar mitjançant una matriu si hom fixa una base, sempre té algun valor propi {\displaystyle \lambda \in \mathbb {C} } que sigui solució de la següent equació
{\displaystyle L(\mathbf {v} )=\lambda \mathbf {v} }
El conjunt de tots els valors {\displaystyle \lambda \in \mathbb {C} } que satisfan l'equació anterior rep el nom d'espectre puntual de l'apliació lineal L.

### Definició
Sigui T un operador lineal afitat actuant sobre un espai de Banach {\displaystyle \mathbb {X} } sobre el cos escalar {\displaystyle \mathbb {K} }, i sigui I l'operador identitat de {\displaystyle \mathbb {X} }. L'espectre de T és el conjunt de tots els {\displaystyle \lambda \in \mathbb {K} } pels quals l'operador {\displaystyle \lambda I-T} no té un invers que sigui un operador lineal afitat.
Com que {\displaystyle \lambda I-T} és un operador lineal, el seu invers és lineal si existeix; i, pel teorema de l'operador invers afitat, és afitat. Per tant, l'espectre consisteix precisament en aquells escalars λ pels quals {\displaystyle \lambda I-T} no és bijectiu.
L'espectre d'un operador donat T es denota Spec(T) o bé σ(T). En aquest article s'utilitza la segona notació. El seu complement és el conjunt resolvent, que es denota {\displaystyle \rho (T)=\mathbb {K} \setminus \sigma (T)}.

### Espectre i valors propis
Si {\displaystyle \lambda } és un valor propi de {\displaystyle T}, llavors l'operador {\displaystyle T-\lambda I} no és injectiu i, per tant, el seu invers {\displaystyle (T-\lambda I)^{-1}} no està definit. No obstant, el recíproc no sempre és cert: l'operador {\displaystyle T-\lambda I} pot no tenir un invers, encara que {\displaystyle \lambda } no sigui un valor propi. Així, l'espectre d'un operador sempre conté tots els seus valors propis, però no pot contenir més elements.
Per exemple, considerem l'espai de Hilbert {\displaystyle \ell ^{2}(\mathbb {Z} )}, que consisteix en totes les successions doblement infinites de nombres reals:
{\displaystyle v=(\ldots ,v_{-2},v_{-1},v_{0},v_{1},v_{2},\ldots )}
que tenen una suma de quadrats finita {\displaystyle \sum _{i=-\infty }^{+\infty }v_{i}^{2}}. L'operador de decalatge bilateral {\displaystyle T} desplaça una posició cada element de la successió; és a dir, si {\displaystyle u=T(v)} llavors {\displaystyle u_{i}=v_{i-1}} per qualsevol enter {\displaystyle i}. L'equació de valors propis {\displaystyle T(v)=\lambda v} no té cap solució en aquest espai, perquè implica que tots els valors {\displaystyle v_{i}} tenen el mateix valor absolut (si {\displaystyle \lambda =1}) o formen una progressió geomètrica (si {\displaystyle \lambda \neq 1}); en tot cas, la suma dels seus quadrats no seria finita. No obstant, l'operador {\displaystyle T-\lambda I} no és invertible si {\displaystyle |\lambda |=1}. Per exemple, la successió {\displaystyle u} tal que {\displaystyle u_{i}=1/(|i|+1)} pertany a {\displaystyle \ell ^{2}(\mathbb {Z} )}; però no hi ha cap successió {\displaystyle v} de {\displaystyle \ell ^{2}(\mathbb {Z} )} tal que {\displaystyle (T-I)v=u} (és a dir, {\displaystyle v_{i-1}=u_{i}+v_{i}} per qualsevol {\displaystyle i}).

### Propietats bàsiques
L'espectre d'un operador afitat T sempre és un subconjunt tancat, afitat i no buit del pla complex.
Si l'espectre fos buit, llavors la funció resolvent
{\displaystyle R(\lambda )=(\lambda I-T)^{-1}\,}
estaria definida arreu del pla complex i seria afitada. Però es pot demostrar que la funció resolvent R és holomorfa en el seu domini. Per la versió vectorial del teorema de Liouville, aquesta funció és constant i igual a 0, ja que val 0 a l'infinit. Així arribem a una contradicció.
El fet que l'espectre sigui afitat és una conseqüència del desenvolupament en sèrie de Neumann en λ; l'espectre σ(T) està afitat per ||T||. Un resultat similar mostra el fet que l'espectre és tancat.
Hom pot refinar aquesta fita ||T|| sobre l'espectre. El radi espectral de T, r(T), és el radi de la menor circumferència centrada a l'origen que conté l'espectre σ(T), és a dir,
{\displaystyle r(T)=\sup\{|\lambda |:\lambda \in \sigma (T)\}.}
La fórmula del radi espectral diu que, per qualsevol element {\displaystyle T} d'una àlgebra de Banach,
{\displaystyle r(T)=\lim _{n\to \infty }\|T^{n}\|^{1/n}.}

## Classificacions dels punts de l'espectre d'un operador
Un operador afitat T d'un espai de Banach és invertible, és a dir, té invers afitat, si i només si T és afitat inferiorment i té recorregut dens. Així, l'espectre de T es pot classificar en:
1. λ ∈ σ(T), si λ - T no està afitat inferiorment. En particular, aquest és el cas si λ - T no és injectiva, és a dir, si λ és un valor propi. El conjunt de valors propis s'anomena espectre puntual de T, i es denota per σp(T). Més encara, λ - T pot ser injectiu però no afitat inferiorment. Un tal λ no és un valor propi, però sí un valor aproximadament propi de T (els valors propis són també valors aproximadament propis). El conjunt de valors aproximadament propis (que inclou l'espectre puntual) s'anomena l'espectre puntual aproximat de T, i es denota per σap(T).
2. λ ∈ σ(T), si λ - T no té recorregut dens. No hi ha cap notació estàndard per aquests valors λ, però si per un subconjunt d'ells: si λ - T no té recorregut dens però és injectiu, hom diu que λ pertany a l'espectre residual de T, i es denota per σr(T).

Notem que l'espectre puntual aproximat i l'espectre residual no són necessàriament disjunts (tot i això, sí que són disjunts l'espectre puntual i l'espectre residual).
Les properes subseccions proporcionen més detalls sobre les tres parts de σ(T) que hem indicat.

### Espectre puntual
Si un operador no és injectiu (és a dir, existeix algun x no nul amb T(x) = 0), llavors clarament no és invertible. D'aquesta manera, si λ és un valor propi de T, llavors λ ∈ σ(T). El conjunt de valors propis de T s'anomena espectre puntual de T, denotat per σp(T).

### Espectre puntual aproximat
Més generalment, T no és invertible si no està afitat inferiorment; és a dir, si no existeix cap c > 0 tal que ||Tx|| ≥ c||x|| per tot x ∈ X. Així, l'espectre inclou el conjunt de valors aproximadament propis, que són aquells λ tals que T - λ I no està afitat inferiorment; de forma equivalent, és el conjunt de λ pels quals existeix una successió de vectors unitaris x1, x₂, ... tals que
{\displaystyle \lim _{n\to \infty }\|Tx_{n}-\lambda x_{n}\|=0}.
El conjunt de valors aproximadament propis es coneix com a espectre puntual aproximat, i es denota per σap(T).
És fàcil veure que els valors propis pertanyen a l'espectre puntual aproximat.
Exemple: considerem l'operador de decalatge bilateral T sobre ℓ²(ℤ) definit per
{\displaystyle T(\cdots ,a_{-1},{\hat {a}}_{0},a_{1},\cdots )=(\cdots ,{\hat {a}}_{-1},a_{0},a_{1},\cdots )}
on el símbol ˆ denota la posició 0-sima. Un càlcul directe mostra que T no té valors propis, però qualsevol λ amb |λ| = 1 és un valor aproximadament propi; si xn és el vector
{\displaystyle {\frac {1}{\sqrt {n}}}(\dots ,0,1,\lambda ^{-1},\lambda ^{-2},\dots ,\lambda ^{1-n},0,\dots )}
llavors ||xn|| = 1 per qualsevol n, però
{\displaystyle \|Tx_{n}-\lambda x_{n}\|={\sqrt {\frac {2}{n}}}\to 0.}
Com que T és un operador unitari, el seu espectre pertany a la circumferència unitat. Per tant, l'espectre puntual aproximat de T és la totalitat del seu espectre. Això és cert per un tipus més general d'operadors.
Un operador unitari és normal. Pel teorema espectral, un operador afitat en un espai de Hilbert és normal si i només si és un operador multiplicatiu. Es pot demostrar que, en general, l'espectre puntual aproximat d'un operador multiplicatiu afitat és precisament el seu espectre.

### Espectre residual
Un operador pot ser injectiu i afitat inferiorment, però no invertible. L'operador de decalatge unilateral sobre ℓ²(ℕ) n'és un exemple. Aquest operador de decalatge és una isometria i, per tant, està afitat inferiorment per 1. Però no és invertible, perquè no és exhaustiu. El conjunt de valors λ pels quals λI - T és injectiu però no té recorregut dens es coneix com a espectre residual de T, i es denota per σr(T).

### Espectre continu
El conjunt de tots els λ pels quals λI - T és injectiu i té recorregut dens, però no és exhaustiu, s'anomena espectre continu de T, i es denota per σc(T). L'espectre continu consisteix en aquells valors aproximadament propis que no són valors propis i que no pertanyen a l'espectre residual. És a dir,
{\displaystyle \sigma _{c}(T)=\sigma _{ap}(T)\setminus (\sigma _{r}(T)\cup \sigma _{p}(T))}.

### Espectre perifèric
L'espectre perifèric d'un operador es defineix com el conjunt de punts del seu espectre que tenen mòdul igual al seu radi espectral.

### Exemple
L'àtom de l'hidrogen és un exemple d'aquesta descomposició. Les funcions pròpies del hamiltonià de l'àtom de l'hidrogen s'anomenen estats propis i s'agrupen en dues categories. Les partícules compostes de l'àtom de l'hidrogen corresponen a la part discreta de l'espectre (tenen un conjunt discret de valors propis que es poden calcular mitjançant la fórmula de Rydberg), mentre que els processos d'ionització es descriuen per la part contínua (l'energia de la col·lisió/ionització no està quantificada).

## Més resultats
Si T és un operador compacte, llavors es pot demostrar que qualsevol valor λ no-nul del seu espectre és un valor propi. En altres paraules, l'espectre d'un operador compacte, que es definí com una generalització del concepte de valor propi, consisteix en aquest cas només dels valors propis habituals, i possiblement el 0.
Si X és un espai de Hilbert i T és un operador normal, llavors el teorema espectral proporciona un anàleg del teorema de diagonalització però operadors normals de dimensió finita (per exemple, matrius hermítiques).

## Espectre d'un operador no afitat
Hom pot estendre la definició d'espectre per operadors no afitats en un espai de Banach X, operadors que ja no són elements de l'àlgebra de Banach B(X). De manera semblant al cas afitat, diem que un nombre complex λ pertany al conjunt resolvent, és a dir, el complementari de l'espectre d'un operador lineal
{\displaystyle T:D\subset X\to X}
si l'operador
{\displaystyle T-\lambda I:D\to X}
té invers afitat, és a dir, si existeix un operador afitat
{\displaystyle S:X\rightarrow D}
tal que
{\displaystyle S(T-I\lambda )=I_{D},\,(T-I\lambda )S=I_{X}.}
Un nombre complex λ pertany a l'espectre si no es compleix aquesta propietat. Es pot classificar l'espectre de la mateixa manera que el cas afitat.
L'espectre d'un operador no afitat és, en general, un subconjunt tancat, possiblement buit, del pla complex.
Per tal que λ pertanyi a la resolvent (és a dir, no pertanyi a l'espectre), igual que en el cas afitat, λI − T ha de ser bijectiva, ja que ha de tenir invers per les dues bandes. De la mateixa manera que abans, si existeix un invers, llavors és lineal automàticament, però en general no té per què ser afitat.
No obstant això, el fet que l'invers sigui afitat és una conseqüència directa de la seva existència si hom afegeix la hipòtesi addicional de què T sigui tancat; això és una conseqüència del teorema de la gràfica tancada. Per tant, igual que el cas afitat, un nombre complex λ pertany a l'espectre d'un operador tancat T si i només si λI − T no és bijectiu. Notem que la classe dels operadors tancats inclou tots els operadors afitats.
Mitjançant les mesures espectrals d'un operador, hom pot definir una descomposició de l'espectre de qualsevol operador autoadjunt, afitat o d'altra mena en les seves parts contínua, puntual i singular.

## Espectre d'una àlgebra de Banach unitària
Sigui B una àlgebra de Banach complexa que conté una unitat e. Llavors definir l'espectre σ(x) (o de manera més explícita σB(x)) d'un element x de B com el conjunt dels nombres complexos λ pels quals λe − x no és invertible en B. Això estén la definició per operadors lineals afitats B(X) en un espai de Banach X, ja que B(X) és una àlgebra de Banach.

## Aplicacions

### Operador moment lineal
Considerem l'espai de Hilbert {\displaystyle {\mathcal {H}}=L^{2}(\mathbb {R} )}, i considerem l'operador autoadjunt o observable moment lineal de la mecànica quàntica:
{\displaystyle \Psi (x)\mapsto {\hat {P}}_{x}\Psi (x)=-i{\frac {d}{dx}}\Psi (x)\qquad {\mathcal {D}}\left(-i{\frac {d}{dx}}\right)=\{\Psi \in L^{2}(\mathbb {R} )|\Psi '\in L^{2}(\mathbb {R} )\}}
L'espectre d'aquest operador és purament continu, coincideix amb l'eix real, és a dir, tot valor real forma part de l'espectre continu:
{\displaystyle \sigma \left(-i{\frac {d}{dx}}\right)=C\sigma \left(-i{\frac {d}{dx}}\right)=\mathbb {R} }
Per veure això n'hi ha prou amb considerar la successió de vectors aproximadament propis donada per:
{\displaystyle \Psi _{\lambda }^{(n)}={\sqrt {\frac {2}{\pi n}}}\left({\frac {n^{2}}{x^{2}+n^{2}}}\right)e^{i\lambda x}\qquad \Rightarrow \qquad \lim _{n\to \infty }\left\|-i{\frac {d}{dx}}\Psi _{\lambda }^{(n)}-\lambda \Psi _{\lambda }^{(n)}\right\|=0}

### Operador posició
En el mateix espai de Hilbert de l'exemple anterior, definim l'anomenat operador posició de la mecànica quàntica i el seu domini com:
{\displaystyle \Psi (x)\mapsto {\hat {X}}\Psi (x)=x\Psi (x)\qquad {\mathcal {D}}({\hat {X}})=\{\Psi \in L^{2}(\mathbb {R} )|x\Psi (x)\in L^{2}(\mathbb {R} )\}}
Hom pot veure que, de la mateixa manera que l'operador moment, el seu espectre és purament continu, i coincideix amb l'eix real; és a dir, és possible trobar una partícula lliure en qualsevol posició de l'espai. Això es pot il·lustrar tot emprant la successió de funcions:
{\displaystyle \Psi _{\lambda }^{(n)}={\sqrt {\frac {n/\pi }{n^{2}(x-\lambda )^{2}+1}}}\qquad \Rightarrow \qquad \lim _{n\to \infty }\|{\hat {X}}\Psi _{\lambda }^{(n)}-\lambda \Psi _{\lambda }^{(n)}\|=0}

### Hamiltonià de l'oscil·lador harmònic
El hamiltonià d'un oscil·lador harmònic unidimensional es pot representar en el mateix espai de Hilbert que els anteriors operadors:
{\displaystyle \Psi \mapsto {\hat {H}}\Psi =-{\frac {d^{2}}{dx^{2}}}\Psi +x^{2}\Psi }
Aquest és un operador no afitat, encara que el seu domini és dens en l'espai L². El seu espectre és purament puntual, i consta dels enters senars positius:
{\displaystyle \sigma _{p}({\hat {H}})=\{1,3,5,7,\dots \}=\{n\in \mathbb {N} |n=2k+1,k\in \mathbb {N} \}}

### Operadors creació i destrucció
En l'espai de Hilbert {\displaystyle {\mathcal {H}}=l^{2}} de successions de nombres complexos de quadrat sumable, es defineix la base de Hilbert:
{\displaystyle {\mathcal {B}}_{\mathcal {H}}=\{\Psi _{n}|\Psi _{n}=(0,0,\dots ,x_{n}=1,0,0,\dots )\}}
mitjançant la qual es defineixen els operadors creació {\displaystyle {\hat {a}}^{\dagger }} i destrucció {\displaystyle {\hat {a}}} com:
{\displaystyle {\hat {a}}\Psi _{n}={\sqrt {n}}\Psi _{n-1},\qquad \qquad {\hat {a}}^{\dagger }\Psi _{n}={\sqrt {n+1}}\Psi _{n+1}}
Òbviament es tracta d'operadors no afitats definits només sobre un domini dens donat per:
{\displaystyle {\mathcal {D}}={\mbox{dom}}({\hat {a}})={\mbox{dom}}({\hat {a}}^{\dagger })=\left\{\xi =(x_{0},x_{1},x_{2},\dots )|\quad \sum _{n}n|x_{n}|^{2}\right\}}
L'espectre d'aquests operadors té les següents propietats:
- L'espectre puntual de l'operador destrucció és tot el pla complex: {\displaystyle \sigma _{p}({\hat {a}})=\mathbb {C} }.
- L'espectre puntual de l'operador creació és buit: {\displaystyle \sigma _{p}({\hat {a}}^{\dagger })=\emptyset }.
- L'espectre continu dels operadors creació i destrucció és buit: {\displaystyle \sigma _{c}({\hat {a}})=\sigma _{c}({\hat {a}}^{\dagger })=\emptyset }
- L'espectre residual de l'operador destrucció és buit: {\displaystyle \sigma _{r}({\hat {a}})=\emptyset }.
- L'espectre residual de l'operador creació és tot el pla complex: {\displaystyle \sigma _{r}({\hat {a}}^{\dagger })=\mathbb {C} }.

Curiosament, l'espectre de l'operador nombre definit a partir dels anteriors com:
{\displaystyle {\hat {N}}={\hat {a}}^{\dagger }{\hat {a}}}
és purament puntual i coincideix amb els nombres enters: {\displaystyle \sigma _{p}({\hat {N}})=\mathbb {Z} }.